# Montagnaga
Montagnaga (Montagnaga in dialetto trentino; anche detta Montagnaga di Piné) è un paesino del comune di Baselga di Piné. Si trova a 882m sul livello del mare e conta 627 abitanti (al 31 dicembre 2006). La chiesa del paese, ossia il santuario della Comparsa, è un santuario mariano settecentesco, con Sant'Anna come patrono, festeggiato il 26 luglio.
A circa 200 metri dal nucleo abitato si trova il Monumento al Redentore, che nonostante sia posizionato nel territorio comunale di Pergine Valsugana, fa parte del decanato di Piné ed è raggiungibile dall'abitato di Montagnaga.
La Madonna della Comparsa di Pinè si festeggia il 26 maggio in tutto l'altopiano.

## Geografia fisica
Montagnaga si trova alle pendici del "Doss de Sant'Ana" (alto circa 920 m). A est del paese c'è la Valle del Rio-Negro, posta a 800 m di quota, fra il dosso di Sant'Anna (920 m) e il dosso della Clinga (1063 m), ad ovest, e il Monte Calvo (1411 m) (che fa parte della catena di Costalta), ad est.

## Storia
Montagnaga è un antico nucleo abitato, il cui nome sembrerebbe di origine celtica.
I confini della frazione di Montagnaga hanno rappresentato fino alla fine del Settecento i confini della diocesi di Trento con la diocesi di Feltre.
Montagnaga divenne famosa per le cinque apparizioni della Madonna di Piné, nelle quali la Vergine Maria si presentò alla pastorella Domenica Targa, residente nelle vicinanze.
Fino al 1875 faceva parte della Magnifica Comunità Piné (e del comune di Piné dell'impero Austro-Ungarico). Dal 1875 al 1928 è stata una frazione del comune di Miola.

## Cultura

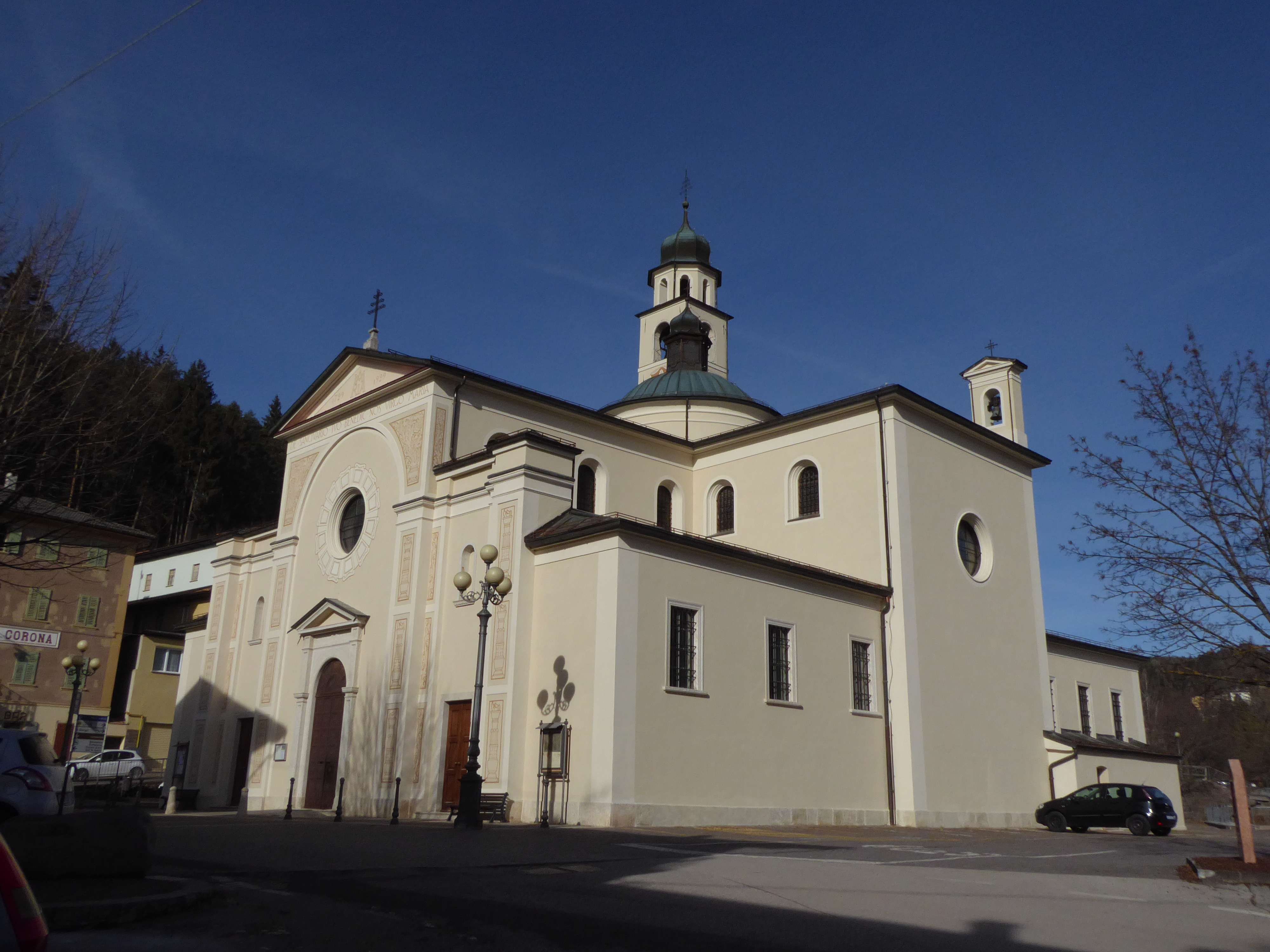
Il santuario della Comparsa

### Architetture religiose
- Chiesa di Sant'Anna, o "santuario della Comparsa": chiesa parrocchiale risalente al 1740, santuario di culto mariano per via delle apparizioni della Madonna di Piné
- Monumento al Redentore: edificio contenente una riproduzione della Scala Santa di Roma; lungo la salita per giungere al monumento si celebra la Via Crucis.

### Musei
Dal 2007 esiste l'Albergo alla Corona, un museo del turismo trentino, denominato.

## Infrastrutture e trasporti

### La strada misteriosa
Lungo la strada provinciale che da Baselga porta a Montagnaga in direzione di Pergine, c'è il bivio, per il quale proseguendo a destra c'è la stradina che porta nel centro Montagnaga (la strada misteriosa), mentre proseguendo a sinistra c'è la continuazione della strada provinciale diretta verso Pergine.
La "strada misteriosa" presenta un'anomalia (interpretata fisicamente come un'illusione ottica).
La strada sembra in salita, ma se una macchina si ferma sembra che si muova in avanti. 
Il fenomeno è un effetto ottico e la strada in realtà è in discesa. La "strada misteriosa" in realtà scende dell'1%, mentre la strada accanto scende dell'11%. Questo, insieme alla curva della strada accanto, crea un'illusione ottica. Sulla televisione tedesca questo è stato dimostrato nel programma Galileo.